# Tito Arecchi
Fortunato Tito Arecchi, solitamente chiamato Tito Arecchi (Reggio Calabria, 11 dicembre 1933 – Firenze, 15 febbraio 2021), è stato un fisico italiano che apportò importanti contributi alla fisica dei laser e all'ottica quantistica.

## Biografia
Arecchi conseguì nel 1957 la laurea in ingegneria elettrotecnica presso il Politecnico di Milano. Successivamente lavorò presso il CISE di Milano dove condusse ricerche sul laser. Dal 1963 fu assistente presso l'Università degli Studi di Milano, dal 1970 professore di fisica presso l'Università di Pavia, dal 1975 fino al suo pensionamento nel 2008 professore di fisica presso l'Università di Firenze dove fu anche nominato Professore Emerito.
Nell'anno accademico 1969-1970 fu professore invitato presso il Massachusetts Institute of Technology, nel 1968-1969 fu invitato presso il IBM Zurich Research Laboratory e nel 1978 e 1985 presso il Laboratorio di Ricerca IBM di San Jose.
Dal 1975 al 2000 fu presidente dell'Istituto nazionale di ottica, INO.
Nel 1991 fu uno dei fondatori della Società Italiana di Ottica e Fotonica (SIOF).
Nel 1995 fu insignito del premio Max Born dell'Optical Society of America. 
Nel 2006 ricevette, insieme a Giorgio Careri, il premio Enrico Fermi della Società Italiana di Fisica per i contributi pionieristici alla conoscenza dei fenomeni di coerenza nella radiazione e nella materia.
Era fellow della Optical Society of America.
Arecchi è morto nel 2021, a 87 anni, nella sua casa di Firenze, in seguito a un infarto.

## Riconoscimenti
- Max Born Award, assegnatogli nel 1995 dalla Optical Society of America (ora The Optical Society).
- Premio Enrico Fermi, assegnatogli nel 2006 dalla Società Italiana di Fisica

## Articoli
- con R. G. Harrison Instabilities and Chaos in Quantum Optics, Springer 1987
- con I. Arecchi I simboli e la realtà, Jaca Book, Milano 1990
- con R. G. Harrison Optical chaos (selected papers on), SPIE Opt. Engineering Press 1994
- con A. Farini Lexicon of Complexity, Firenze 1996
- Determinismo e Complessità, Armando, Roma 2000
- Caos e Complessità nel Vivente, IUSS Press, Pavia, 2004
- Coerenza Complessità Creatività, Di Renzo Editore, Rom, 2007